# 사르미엔토사우루스

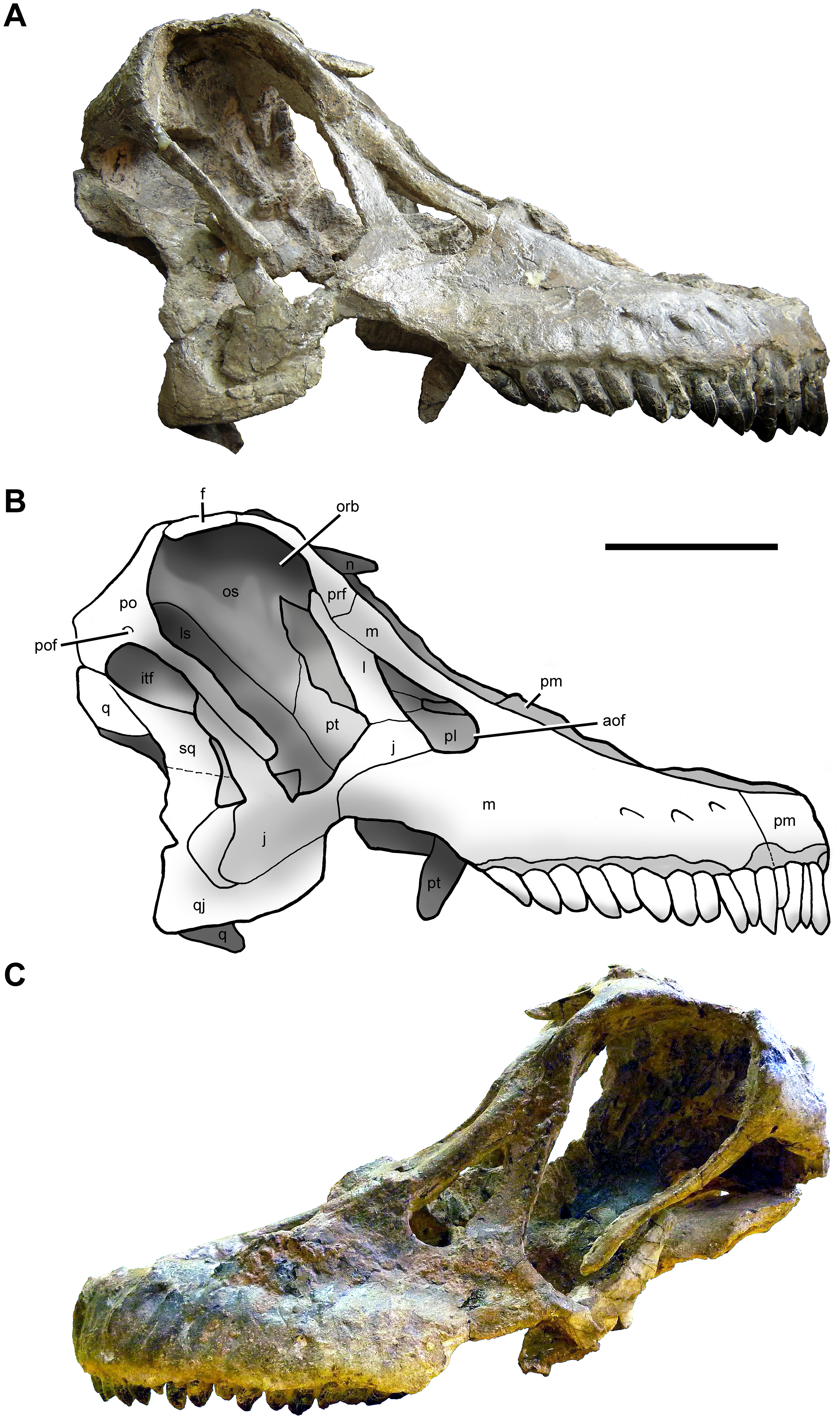

사르미엔토사우루스(Sarmientosaurus)는 2016년에 발견된 신종공룡으로 남미에서 살았던 백악기 후기의 용각류인 공룡이다. 티타노사우루스과에 속하는 공룡이며 학명은 긴목을 가진 도마뱀이란 뜻으로 다른 길이는 12~15M에 몸무게는 8~12Ton이 나가는 거대한 공룡이다. 이공룡은 다른 티타노사우루스과의 공룡에 비해 차이점이 많은 공룡이다. 크기로는 굉장히 크지만 다른 티타노사우루스과에 비해선 중간급의 크기에 속한다.

## 사르미엔토사우루스의 특징
사르미엔토사우루스는 다른 용각류와 티타노사우루스와 특이한 점을 가지고 있다. 우선 사르미엔토사우루스의 가장 큰 특징은 특이한 이빨구조를 가지고 있으며 이빨이 다소 넓은 편으로 이는 다른 티타노사우루스과의 공룡들과 차이점이 되며 이는 기라파티탄이라는 다른 용각류와 흡사한 점을 가지고 있다. 또한 사르미엔토사우루스의 목은 함기화가 잘되어 있는데 이는 똑같이 낮게 자라는 식물을 주로 먹는 니게르사우루스와 유사한 특징을 가졌다고 할 수 있다. 사르미엔토사우루스는 목이 길며 긴목과 꼬리에 큰 덩치를 가지고 있어 먹이를 먹는데는 좀 더 다양한 종류를 먹을 수 있었으며 계통발생학적 분석에 의하면 비교적 원시적인 티타노사우루스과로서 네메그토사우루스, 라페토사우루스, 타푸이아사우루스보다 원시적인 종류라고 한다. 거대한 덩치에 비해 뇌는 과일만하게 작아서 지능이 낮기에 육식공룡들의 위협에는 지능적인 모습보단 본능적인 모습으로 대처했을거라 생각된다.

## 사르미엔토사우루스의 발견에 대한 의의
사르미엔토사우루스의 발견은 남미의 백악기 후기에 서식했던 용각류에 대한 연구에 보다 박차를 가하는 계기가 됐으며 이를 토대로 많은 용각류의 신종들이 발견될것으로 보인다. 또한 크기에 비해 과일만한 뇌를 가졌던 공룡이기에 그만큼 지능적인 면에선 뒤떨어지는 모습을 보였으나 티타노사우루스과의 공룡답게 큰 크기로 인해 육식공룡들도 쉽게 공격은 못했을것이며 발견된것에 의의가 있는 공룡이다.